# Bois Caïman
Bois Caïman (em francês: Bois Caïman; romaniz.: Floresta dos Jacarés; Bois 'Floresta', Caïman 'Jacaré')  foi o local da primeira grande reunião de negros escravizados, durante a qual foi planejada a primeira grande insurreição de escravos da Revolução Haitiana . 

## Papel durante a Revolução Haitiana
Antes da cerimônia do Bois Caïman, os rituais do Vodu eram vistos como um evento de reunião social onde os africanos escravizados tinham a capacidade de se organizar. Essas reuniões e oportunidades de organização eram consideradas inofensivas pelos proprietários de escravos brancos; portanto, eram permitidas. Também é argumentado que o Vodu criou uma cultura negra mais homogênea no Haiti.
Na noite de 14 de agosto de 1791, escravos representativos de plantações próximas se reuniram para participar de uma cerimônia secreta realizada na floresta perto de Le Cap, na colônia francesa de Saint-Domingue . A cerimônia foi presidida por Dutty Boukman, um Hungã e proeminente líder africano escravizado, e Cécile Fatiman, uma mambo. Uma testemunha descreveu a presença de 200 africanos escravizados no evento. A cerimônia serviu tanto como um ritual religioso quanto como uma reunião estratégica, quando africanos escravizados se encontraram e planejaram uma revolta contra os escravizadores brancos que governavam a rica Planície do Norte da colônia. A cerimônia é considerada o início oficial da Revolução Haitiana .
Os participantes da cerimônia de Bois Caïman foram inspirados a se revoltar contra seus opressores brancos devido à promessa feita à mulher misteriosa que apareceu durante a cerimônia. A figura da mulher africana declarou Boukman o “Chefe Supremo” da rebelião. Nos dias seguintes, toda a Planície do Norte estava em chamas, enquanto os revolucionários lutavam contra os brancos que os haviam escravizado. Para reduzir a desordem social da rebelião, os franceses capturaram Boukman e o decapitaram. Os franceses então exibiram sua cabeça na praça do Capitão para provar sua mortalidade e poder francês. 
Envoltos em mistério, muitos relatos da cerimônia catalítica e seus detalhes particulares variam. Não há relatos escritos em primeira mão sobre o que aconteceu naquela noite. Foi documentado pela primeira vez na "História da Revolução de São Domingos", do colono branco Antoine Dalmas, publicada em 1814. 

O escritor haitiano Herard Dumesle visitou a região e recolheu testemunhos orais para escrever o seu relato da cerimónia.  Ele gravou o que se acredita ser a versão mais antiga do discurso de Bois Caïman feito por Dutty Boukman . Traduzido, diz:
…Este Deus que criou o sol, que nos traz luz do alto, que levanta o mar e que faz a tempestade rugir. Que Deus está aí, você entende? Escondido numa nuvem, Ele nos observa, Ele vê tudo o que os brancos fazem! O Deus dos brancos os empurra para o crime, mas ele quer que façamos boas ações. Mas o Deus que é tão bom nos ordena a vingança. Ele dirigirá nossas mãos e nos ajudará. Jogue fora a imagem do Deus dos brancos que tem sede de nossas lágrimas. Ouça a liberdade que fala em todos os nossos corações. 
Este trecho da oficial "História do Haiti e da Revolução Haitiana"   serve como um resumo geral dos eventos cerimoniais que ocorreram:
Um homem chamado Boukman, outro hungã, organizou em 24 de agosto de 1791, uma reunião com os escravos nas montanhas do Norte. Este encontro tomou a forma de uma cerimônia vodu no Bois Caïman, nas montanhas do norte da ilha. Estava chovendo e o céu estava coberto de nuvens; os escravos então começaram a confessar seu ressentimento por sua condição. Uma mulher começou a dançar languidamente no meio da multidão, levada pelos espíritos dos loás. Com uma faca na mão, ela cortou a garganta de um porco e distribuiu o sangue a todos os participantes da reunião, que juraram matar todos os brancos da ilha.
Apesar dos supostos fatos e enfeites que dramatizaram a cerimônia ao longo dos séculos, a anedota mais recorrente é o sacrifício de um porco crioulo preto a Ezili Dantor pela mambo Cécile Fatiman e o pacto firmado por meio de seu sangue. Dalmas forneceu o primeiro relato escrito do sacrifício:
Um porco preto, cercado por escravos que se acredita terem poderes mágicos, cada um carregando a oferenda mais bizarra, foi oferecido como sacrifício ao espírito todo-poderoso... A comunidade religiosa na qual os nègres cortaram sua garganta, a ganância com que acreditavam ter se marcado na testa com seu sangue, a importância que atribuíam à posse de algumas de suas cerdas que acreditavam que os tornariam invencíveis. 
Os críticos sugerem a teoria de que a cerimônia nunca ocorreu. Dr. Léon-François Hoffmann teoriza que o evento teve apenas papéis motivacionais e unitários para reunir aliados politicamente em todo o Haiti. Enquanto Hoffmann descobriu que a narrativa teve um forte impacto na formação das motivações dos envolvidos na revolução, Hoffmann sente que não há viés factual para o evento ocorrido. 
O porco crioulo preto era um sacrifício e um símbolo de Ezili Dantor, a mãe do Haiti (que se assemelha às amazonas do Daomé com cicatrizes ou Mino, que significa '   na língua Fon ). Foi uma mistura das tradições do exército do Daomé, que era a etnia de muitos dos africanos escravizados em Saint Domingue, com os Taínos, que fugiram para as altas montanhas do Haiti (Haiti significa altas montanhas em Taíno) para escapar dos espanhóis. 

## Significado e legado
A cerimônia do Bois Caïman tem sido frequentemente usada como fonte de inspiração para nacionalistas e como um símbolo de resistência à opressão.  
Na cultura pop, Bois Caïman tem sido referenciado na música e em outras obras artísticas como um símbolo de resistência e unidade. Na década de 1970, a música roots referiu-se ao evento Bois Caïman como um paralelo à resistência ao regime totalitário de Duvalier, como seus ancestrais. 
Devido ao afluxo de protestantes americanos no Haiti durante a década de 1990, alguns cristãos neoevangélicos recontextualizaram os eventos em Bois Caïman como um "pacto de sangue haitiano com Satanás".  Eles foram influenciados pela teologia da guerra espiritual e estavam preocupados com o fato de o governo Aristide ter feito esforços para incorporar o setor do Vodu mais plenamente ao processo político.  Esses evangélicos desenvolveram uma reinterpretação da história nacional oficial. Nesta narrativa, os espíritos ancestrais do cemitério Vodu eram vistos como demônios. Na opinião deles, o envolvimento com demônios equivalia a um pacto que colocou o Haiti sob o domínio de Satanás. Embora alguns evangélicos haitianos subscrevam esta ideia, a maioria dos nacionalistas haitianos opõe-se veementemente a ela.  Essa crença foi referenciada pela personalidade da mídia cristã Pat Robertson em seus comentários controversos após o terremoto no Haiti em 2010 . Robertson declarou que o povo haitiano “foi amaldiçoado por uma coisa após a outra” desde o século XVIII, depois de ter feito “um pacto ao diabo”.  Os comentários de Robertson foram denunciados. 